# Center Line
La ville de Center Line est située dans le comté de Macomb, dans l’État du Michigan, aux États-Unis. Sa population s’élevait à 8 257 habitants lors du recensement de 2010, estimée à 8 235 habitants en 2018.

## Source
- (en) Cet article est partiellement ou en totalité issu de l’article de Wikipédia en anglais intitulé « Center Line, Michigan » (voir la liste des auteurs).